# Liocranoides
Liocranoides là một chi nhện trong họ Zoropsidae.

## Các loài
- Liocranoides archeri Platnick, 1999
- Liocranoides coylei Platnick, 1999
- Liocranoides gertschi Platnick, 1999
- Liocranoides tennesseensis Platnick, 1999
- Liocranoides unicolor Keyserling, 1881